# Eustrotia marmorata
Eustrotia marmorata är en fjärilsart som beskrevs av William Schaus 1904. Eustrotia marmorata ingår i släktet Eustrotia och familjen nattflyn. Inga underarter finns listade i Catalogue of Life.